# Акшат (Западно-Казахстанская область)
Акшат (каз. Ақшат, до 2018 г. — Лубенка) — село в Чингирлауском районе Западно-Казахстанской области Казахстана. Административный центр Акшатского сельского округа. Код КАТО — 276647100.

## География
Село находится, на левом берегу реки Утва, примерно в 70 км к югу от села Чингирлау, административного центра района, на высоте 137 метров над уровнем моря. Через село проходит автодорога Чингирлау — Актобе. К северо-востоку от Лубенки расположено озеро Сулуколь.

## Население
В 1999 году численность населения села составляла 2244 человека (1084 мужчины и 1160 женщин). По данным переписи 2009 года в селе проживало 1820 человек (900 мужчин и 920 женщин).

## Известные уроженцы
В селе родился Андрей Яковлевич Тихоненко — Герой Советского Союза. В его честь названа сельская средняя школа, улица, а также установлен бюст в парке школы. В селе также родился Полный кавалер ордена Славы — Бисенгали Мухамбетов.